# Vannina Vesperini
Pour les articles homonymes, voir Vesperini.

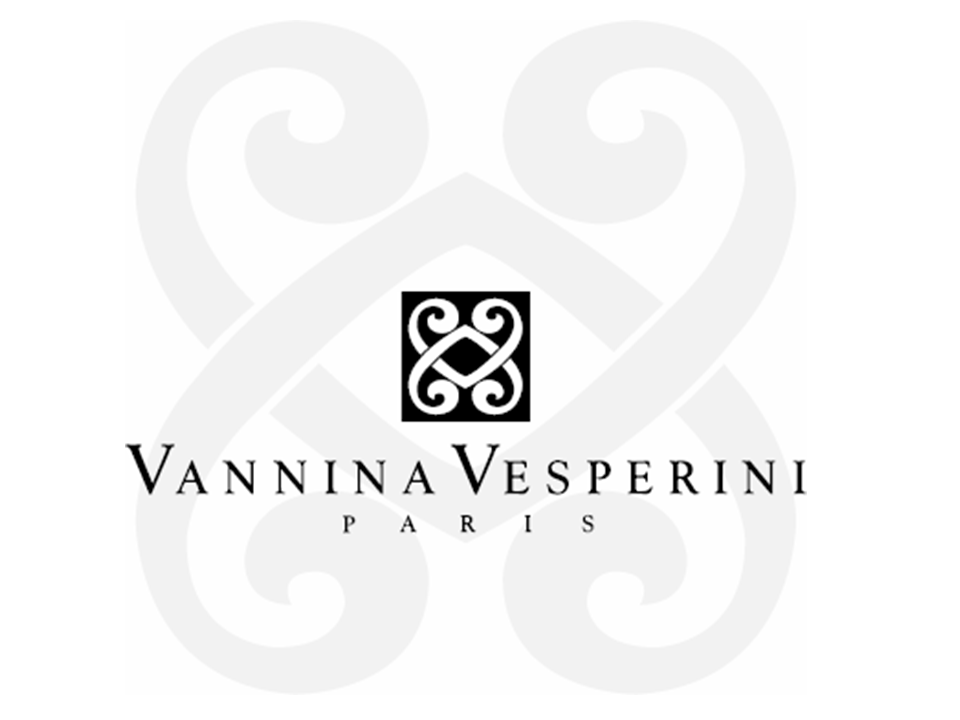

Vannina Vesperini est une créatrice française de lingerie, précurseur du concept « dessous-dessus » qu’elle a initié en 1996, à savoir : porter la lingerie comme un vêtement.

## Parcours
Vannina Vesperini débute en 1996 après avoir effectué ses études dans la prestigieuse école de mode ESMOD.
Très vite, elle séduit par son originalité. C'est à l'international, et plus particulièrement à New York, qu'elle est remarquée par Takashimaya. Une fois lancée, elle s'installe et crée sa propre marque : Vannina Vesperini, dont le concept initial est le « Dessous-dessus »,, utilisant principalement de la soie et de la dentelle.

## Chronologie
- 1999 : Vannina Vesperini est élue meilleure créatrice de l'année par le Salon International de la Lingerie à Paris[réf. souhaitée].
- 2000 : Ouverture de sa première boutique en nom propre à Paris
- 2004 : Vannina Vesperini est élue créatrice de l'année par Paris Capitale de la Création. La même année la marque se développe à l'international, notamment en Russie.
- 2006 : Vannina Vesperini crée le Studio VV. Celui-ci permet à la créatrice de collaborer avec de grandes marques telles que Victoria's secret, Le Bourget, Annick Goutal, Manoush (15 modèles pour la collection Automne-Hiver 2010), Repetto ou encore Descamps (pour des vêtements d’intérieur)[5].
- 2009 : Lancement de la ligne « Soie pacifique » en soie bio[6].
- 2011 : Nouvelles collaborations via le Studio VV
- 2012: Collaboration avec Diamoon lingerie - vente de lingerie à domicile
- 2015: La marque entre au Monoprix[7]

- 2017:lancement de la marque en Chine
- 2022: Participation au salon Who's Next[8]